# Elfriede (Schiff, 1921)
Die Elfriede ist ein 1921 gebautes und seit 1953 auf den Schweriner Seen verkehrendes Fahrgastschiff.

## Bau und technische Daten
Das Schiff wurde 1921 auf der Schiffswerft Berlin-Köpenick für Gustav Roggan aus Berlin-Köpenick gebaut. Umbauten erfolgten 1931 bei Gustav Roggan in Berlin-Grünau und 1965 bei der Karl-Grieseler-Werft in Mukrena an der Saale. Das Schiff hat 19,98 m Länge (über alles), 3,78 m Breite und 1,10 m Tiefgang (beladen). Die Seitenhöhe beträgt 1,22 m. Das Schiff hat ein Eigengewicht von 27 Tonnen und eine Tragfähigkeit von 10,9 Tonnen. Der 1921 eingebaute 68 PS (50 kW) starke 4-Zylinder-Viertakt-Dieselmotor von Kämper wurde 1965 durch einen 90 PS (66 kW) 4-Zylinder-Viertakt-Dieselmotor des Typs 4 NVD 21 der SKL vom Dieselmotorenwerk Leipzig ersetzt. Die Höchstgeschwindigkeit des Ein-Schrauben-Schiffs beträgt seitdem 14 km/h (7,6 Knoten). Das aus Stahl gefertigte Schiff mit hölzernem Aufbau bot anfangs 106 Passagieren Platz: 27 auf dem offenen Vorderdeck, 72 im Fahrgastraum und 7 auf dem Achterdeck unter festem Verdeck. Seit der Modernisierung von 1965, bei der der alte hölzerne Aufbau durch eine Stahlkonstruktion ersetzt wurde, gibt es nur noch 32 Innenplätze sowie insgesamt 13 offene Plätze vorn und achtern.

## Nutzung
Von 1921 bis in die Anfangsjahre des Zweiten Weltkriegs fuhr die Elfriede von Berlin aus auf die Löcknitz. 
Ab 1952 fuhr sie, wie viele Binnenschiffe in der DDR, als Vertragsschiff des VEB Deutsche Schiffahrts- und Umschlagbetriebe (DSU) in Berlin. Bereits im April 1953 plante die DSU die Verlegung der Elfriede zusammen mit der kleineren Hansa auf die Schweriner Gewässer, wo zu diesem Zeitpunkt die bis dahin ausschließlich private Fahrgastschifffahrt in den volkseigenen Sektor überführt werden sollte.
Nach der Überführung von Berlin erreichte die Elfriede am 11. Juli 1953 den Schweriner See, und noch am gleichen Tag wurden erste Passagierfahrten unternommen. Die rechtliche Eigentümerschaft änderte sich im Laufe der folgenden zehn Jahre wiederholt, da die Fahrgastschifffahrt in der DDR in diesen Jahren mehrfach umorganisiert wurde. Am 6. April 1955 kaufte die DSU Berlin das Schiff und überstellte es 1957 der VEB Fahrgastschiffahrt Berlin/Nebenstelle Schwerin. Ab 1959 fuhr die Elfriede für den „VEB Hafen und Industriebahn Schwerin/Abteilung Weiße Flotte“ und ab 1. Januar 1964 war der „VE (K) Nahverkehrsbetrieb Schwerin/Bereich Weiße Flotte“ rechtlicher Eigentümer. 
1992, nach der Deutschen Wiedervereinigung, wurden die Schiffe der Schweriner Weissen Flotte von der Treuhandanstalt an private Eigner verkauft, die „Weiße Flotte Fahrgastschifffahrt Schwerin GmbH“. Die Elfriede musste allerdings am 25. April 1992, da sie wegen Klassenverlust ihre Fahrterlaubnis verloren hatte, erst einmal außer Dienst gestellt werden. Nachdem sie in einer Hamburger Werft im Bodenbereich repariert worden war, erfolgte am 5. Juni 1993 die erneute Indienststellung. Seitdem wird sie für Charter- und Sonderfahrten auf den Schweriner Gewässern eingesetzt.